# Gerda Ganzer
Gerda Ganzer, geborene Quernheim, (* 15. Dezember 1907 in Oberhausen; † 3. Juli 1996 in Mülheim an der Ruhr) war eine deutsche Häftlingskrankenschwester im KZ Ravensbrück.

## Leben
Gerda Ganzer absolvierte nach dem Abschluss des Lyzeums eine kaufmännische Lehre und danach eine Krankenschwester-Ausbildung. Anschließend arbeitete sie als Krankenschwester. Am 8. Oktober 1938 wurde sie von der Gestapo wegen angeblich staatsfeindlicher Äußerungen verhaftet. Sie wurde zu anderthalb Jahren Haft verurteilt und nach anschließender dreimonatiger „Schutzhaft“ im Polizeigefängnis Moabit am 2. November 1940 in das KZ Ravensbrück eingewiesen. Dort wurde sie bis März 1943 als Häftlingskrankenschwester eingesetzt. Ihre Vorgesetzten waren die KZ-Ärzte Gerda Weyand, Herta Oberheuser, Walter Sonntag und der Standortarzt Gerhard Schiedlausky. Ganzer soll zudem für die Wund- und Nachversorgung der für medizinische Experimente missbrauchten Häftlingsfrauen zuständig gewesen sein. Der Arzt Rolf Rosenthal soll mit Ganzer eine Beziehung eingegangen sein. In der Folge nahm Rosenthal bei ihr einen Schwangerschaftsabbruch vor. Ein an dem Schwangerschaftsabbruch beteiligter Häftlingsarzt meldete diesen Vorfall, worauf Rosenthal und Ganzer verhaftet und inhaftiert wurden. Ganzer kam in Einzelhaft und wurde im April 1944 in das KZ Auschwitz-Birkenau überstellt. Nach der Evakuierung dieses Lagers wurde sie nach Ravensbrück überstellt und verblieb dort bis zur Befreiung des Lagers am 28. April 1945.
Ganzer wurde im Hamburger „Curiohaus“ vor einem britischen Militärgericht im Vierten Ravensbrück-Prozess wegen der Misshandlung und Tötung von alliierten Häftlingsfrauen (Injektionen) angeklagt und am 4. Juni 1948 zum Tod durch den Strang verurteilt. Im dritten Anklagepunkt, der Tötung eines Säuglings, wurde sie freigesprochen.  Sie wurde am 3. Juli 1948 begnadigt; die Todesstrafe wurde in eine lebenslange Haftstrafe umgewandelt. Im Februar 1950 wurde diese auf 21 Jahre und im September 1954 auf zwölf Jahre reduziert. Ganzer wurde am 6. Juni 1961 aus der Haft entlassen. Über ihren weiteren Lebensweg ist nichts bekannt.